# Manuel Moschopulos

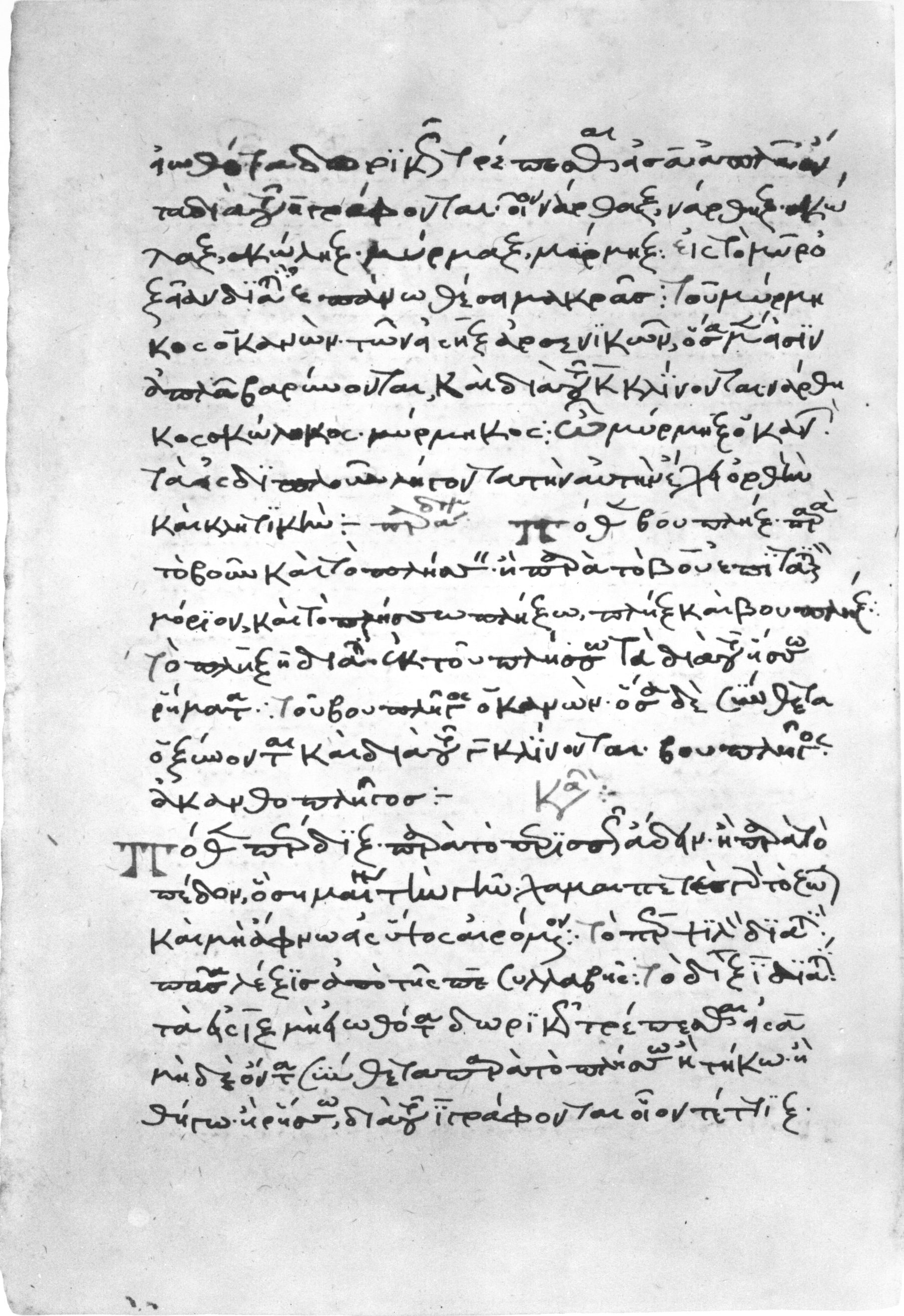
Manuel Moschopulos, Erotemata grammatica in der 1356 geschriebenen Handschrift Florenz, Biblioteca Medicea Laurenziana, Plut. 28,24, fol. 57v

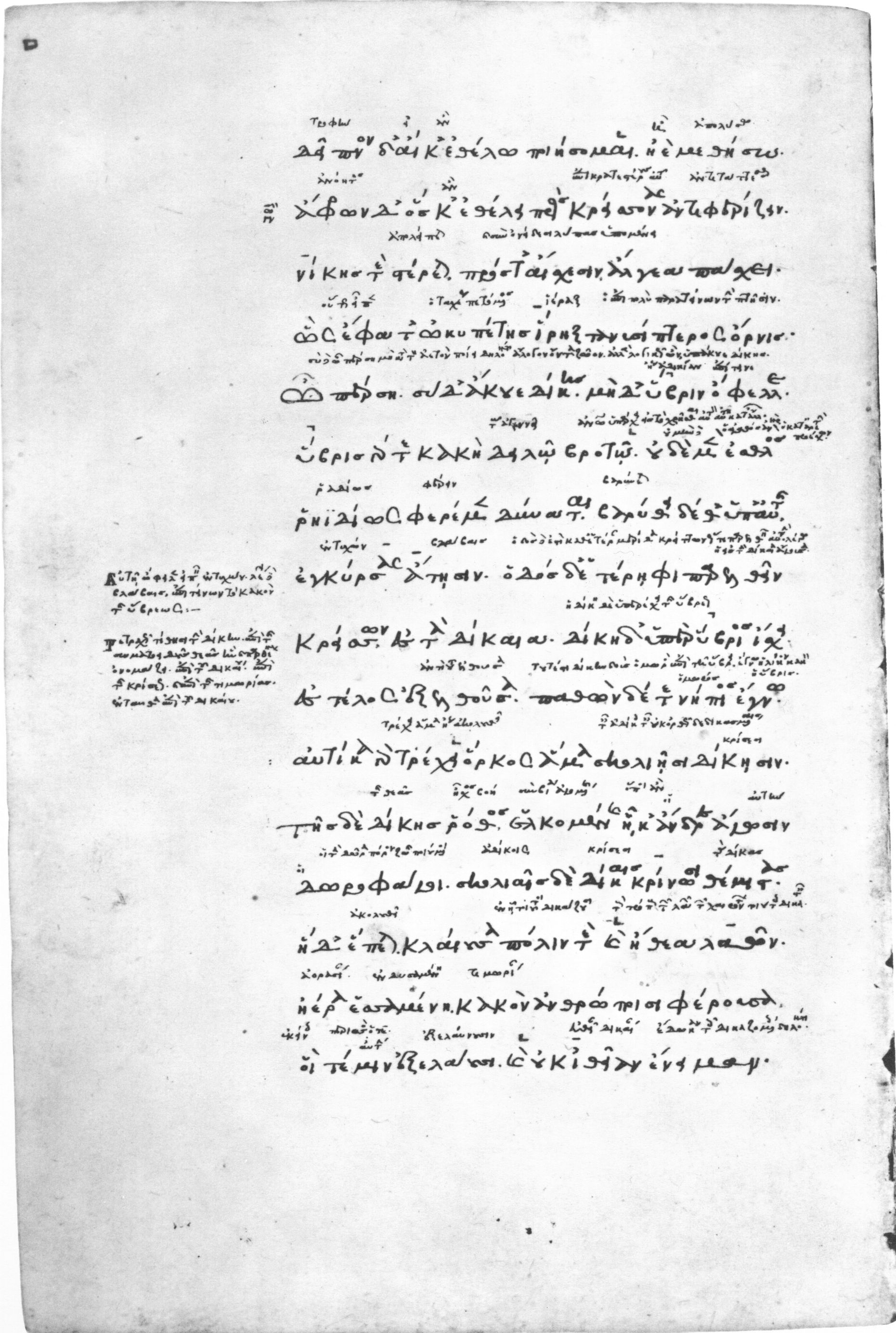
Hesiods Werke und Tage mit Scholien von Manuel Moschopulos in der Handschrift Venedig, Biblioteca Marciana, Gr. 464, fol. 26v

Manuel Moschopulos (griechisch Μανουήλ Μοσχόπουλος; * um 1265; † 1316), Neffe des Metropoliten von Kreta, Nikephoros Moschopulos, war Schüler und Freund des Maximos Planudes und einer der großen byzantinischen Philologen.
Sein bedeutendstes Werk ist eine Grammatik in Frage- und Antwortform (Έρωτήματα γραμματικά, Erotémata grammatiká) nach einer nicht mehr erhaltenen byzantinischen Vorlage, das in der Frühzeit des Humanismus viel als Griechisch-Lehrbuch benutzt wurde. Daneben beschäftigte Moschopulos sich mit den Werken zahlreicher griechischer Dichter (Homer, Hesiod, Pindar, die attischen Tragiker und Andere), deren überlieferte Texte er kommentierte und durch eigene Korrekturen von Überlieferungsfehlern befreite. Weiterhin war er Autor einer Reihe von philologischen Traktaten. Das unter seinem Namen gehende Lexikon der Attischen Wörter stammt jedoch vermutlich nicht von ihm selbst, sondern von einem unbekannten Verfasser.